# Ulrike Grosse-Röthig

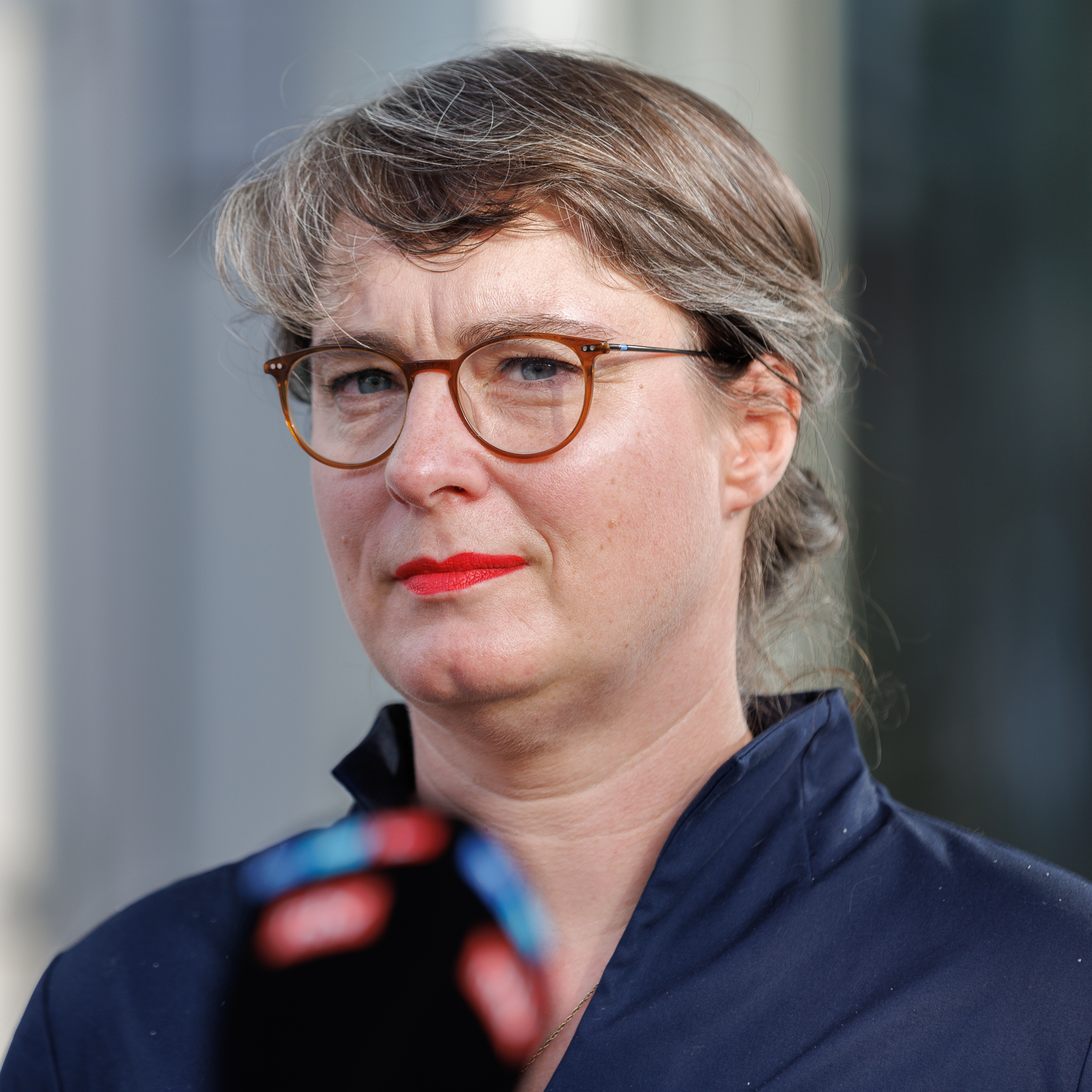
Grosse-Röthig (2024)

Ulrike Grosse-Röthig (* 21. März 1980 in Weimar) ist eine deutsche Politikerin (Die Linke). Von November 2021 bis Juni 2025 war sie gemeinsam mit Christian Schaft Vorsitzende des Landesverbandes Thüringen der Partei Die Linke. Seit 2024 ist sie Abgeordnete im Thüringer Landtag.

## Biografie
Grosse-Röthigs Mutter ist die ehemalige Thüringer Landtagsabgeordnete Maria-Elisabeth Grosse.
Grosse-Röthig studierte von 1998 bis 2003 Rechtswissenschaft an der Universität Jena.
Seit 2006 ist sie in der Kanzlei Grosse & Grosse in Weimar als Rechtsanwältin tätig. Sie ist auf Sozialrecht und Familienrecht spezialisiert.
Seit März 2021 ist Grosse-Röthig eine von drei stellvertretenden Landesvorsitzenden der AWO Thüringen. Sie gehört dem Gemeindekirchenrat der Evangelisch-Lutherischen Kirchgemeinde in Weimar an, die zum Kirchenkreis Weimar gehört.
Im November 2021 wurde sie gemeinsam mit Christian Schaft zur Landesvorsitzenden der Linken in Thüringen gewählt. Ihr erneute Kandidatur für den Vorsitz beim Landesparteitag im Juni 2025 zog sie zurück.
Sie wurde von Die Linke Thüringen als Delegierte zur Bundesversammlung 2022 entsandt.
Bei der Landtagswahl in Thüringen 2024 wurde Grosse-Röthig über das Direktmandat im Wahlkreis Weimar II in den Landtag gewählt.